# Ocymyrmex
Ocymyrmex es un género de hormigas perteneciente a la familia Formicidae, categorizado en la tribu Crematogastrini. Fue descrito por Carlo Emery en 1886.

## Especies
- Ocymyrmex afradu Bolton & Marsh, 1989
- Ocymyrmex alacer Bolton & Marsh, 1989
- Ocymyrmex ankhu Bolton, 1981
- Ocymyrmex barbiger Emery, 1886
- Ocymyrmex cavatodorsatus Prins, 1965
- Ocymyrmex celer Weber, 1943
- Ocymyrmex cilliei Bolton & Marsh, 1989
- Ocymyrmex cursor Bolton, 1981
- Ocymyrmex dekerus Bolton & Marsh, 1989
- Ocymyrmex engytachys Bolton & Marsh, 1989
- Ocymyrmex flavescens Stitz, 1923
- Ocymyrmex flaviventris Santschi, 1914
- Ocymyrmex foreli Arnold, 1916
- Ocymyrmex fortior Santschi, 1911
- Ocymyrmex gariepensis Bolton & Marsh, 1989
- Ocymyrmex gordoni Bolton & Marsh, 1989
- Ocymyrmex hirsutus Forel, 1910
- Ocymyrmex ignotus Bolton & Marsh, 1989
- Ocymyrmex kahas Bolton & Marsh, 1989
- Ocymyrmex laticeps Forel, 1901
- Ocymyrmex micans Forel, 1910
- Ocymyrmex monardi Santschi, 1930
- Ocymyrmex nitidulus Emery, 1892
- Ocymyrmex okys Bolton & Marsh, 1989
- Ocymyrmex phraxus Bolton, 1981
- Ocymyrmex picardi Forel, 1901
- Ocymyrmex resekhes Bolton & Marsh, 1989
- Ocymyrmex robecchii Emery, 1892
- Ocymyrmex robustior Stitz, 1923
- Ocymyrmex shushan Bolton, 1981
- Ocymyrmex sobek Bolton, 1981
- Ocymyrmex sphinx Bolton, 1981
- Ocymyrmex tachys Bolton & Marsh, 1989
- Ocymyrmex turneri Donisthorpe, 1931
- Ocymyrmex velox Santschi, 1932
- Ocymyrmex weitzeckeri Emery, 1892
- Ocymyrmex zekhem Bolton, 1981